# Ambystoma ordinarium
Ambystoma ordinarium é uma espécie de anfíbio caudado pertencente à família Ambystomatidae. Endêmica do México.